# Joana Benedita de Faria Pinho e Vasconcelos Soares de Albergaria
Joana Benedita de Faria Pinho e Vasconcelos Soares de Albergaria (Leiria, Leiria, 21 de Novembro de 1850 - Leiria, Leiria, 9 de Julho de 1939), 1.ª Viscondessa de Faria Pinho.

## Família
Filha mais nova de Manuel José de Pinho Soares de Albergaria, 1.º Barão do Salgueiro, e de sua mulher Maria Benedita de Faria Pereira de Vasconcelos. Era irmã de Diogo de Faria Pinho e Vasconcelos Soares de Albergaria, e cunhada da escritora e ativista feminista Elisa de Paiva Curado.

## Biografia
O título de 1.ª Viscondessa de Faria Pinho foi-lhe concedido, em sua vida, por Decreto de D. Luís I de Portugal de 8 de Agosto de 1889.
Faleceu solteira e sem geração.